# Shorea robusta
Shorea robusta C.F.Gaertn., 1805 è un albero appartenente alla famiglia delle Dipterocarpacee, diffusa nel subcontinente indiano ove è nota come sal (śāl), sakhua o shala.

## Descrizione

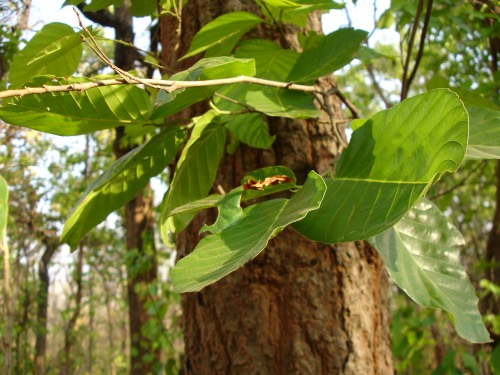
Albero di sal a Chhattisgarh (India).

Il sal ha una crescita da moderata a lenta e può raggiungere altezze da 30 a 35 m e un diametro del tronco fino a 2-2,5 m. Le foglie sono lunghe 10–25 cm e larghe 5–15 cm. Nelle aree più umide, è sempreverde; nelle aree più aride, è deciduo nella stagione arida, perdendo la maggior parte delle foglie tra febbraio e aprile, rimettendole di nuovo in aprile e maggio.

## Distribuzione e habitat
Questo albero è nativo del subcontinente indiano, essendo diffuso in tutto il territorio a sud dell'Himalaya, da Myanmar a est al Nepal, all'India e al Bangladesh. In India, il suo habitat si estende dall'Assam, dal Bengala, dall'Odisha e dal Jharkhand a ovest ai monti Shivalik nell'Haryana, a est del fiume Yamuna. Si estende anche attraverso Ghati orientali e fino alle catene orientali dei Vindhya e Satpura dell'India centrale. È spesso l'albero dominante nelle foreste dove si presenta. In Nepal, si trova per la maggior parte nella regione del Terai da est ad ovest, specialmente nella catena dei Churia (all'interno dei Monti Shivalik) nella zona climatica subtropicale. Ci sono molte aree protette, come il Parco nazionale di Chitwan, il Parco nazionale di Bardia e la Riserva naturale di Shukla Phat, dove vi sono dense foreste di enormi di alberi di sal. È presente anche nella cintura inferiore della regione di Hilly e nel Terai Interno.

## Significato religioso

### Induismo
Nella tradizione indù, si dice che l'albero di sal sia favorito da Visnù. Il suo nome shala, shaal o sal viene dal sanscrito (शाल, śāla, letteralmente "casa"), un nome che suggerisce che fosse usato per ricavare legname per le abitazioni; altri nomi nella lingua sanscrita sono ashvakarna, chiraparna e sarja, tra molti altri.
L'albero di sal è spesso confuso con l'albero d'Ashoka (Saraca asoca) nell'antica letteratura del subcontinente indiano.
I giainisti affermano che il 24º tirthankara, Mahavira, raggiunse l'illuminazione sotto un sal.
C'è un elemento decorativo standard della scultura indiana induista che ebbe origine in una yaksi che afferra il ramo di un albero fiorito mentre mette il piede contro le sue radici. Questo elemento decorativo scultoreo fu integrato nell'architettura dei templi indiani come salabhanjika o "fanciulla dell'albero di sal", sebbene non sia nemmeno chiaro se sia un albero di sal o di asoka.
Nella Valle di Kathmandu in Nepal, si possono trovare tipiche architetture di templi a pagoda nepalesi con ricchissimi intarsi in legno, e la maggior parte dei templi, come il Tempio di Nyatapol (Nyatapola), sono fatti di mattoni e di legno di sal.

### Buddhismo

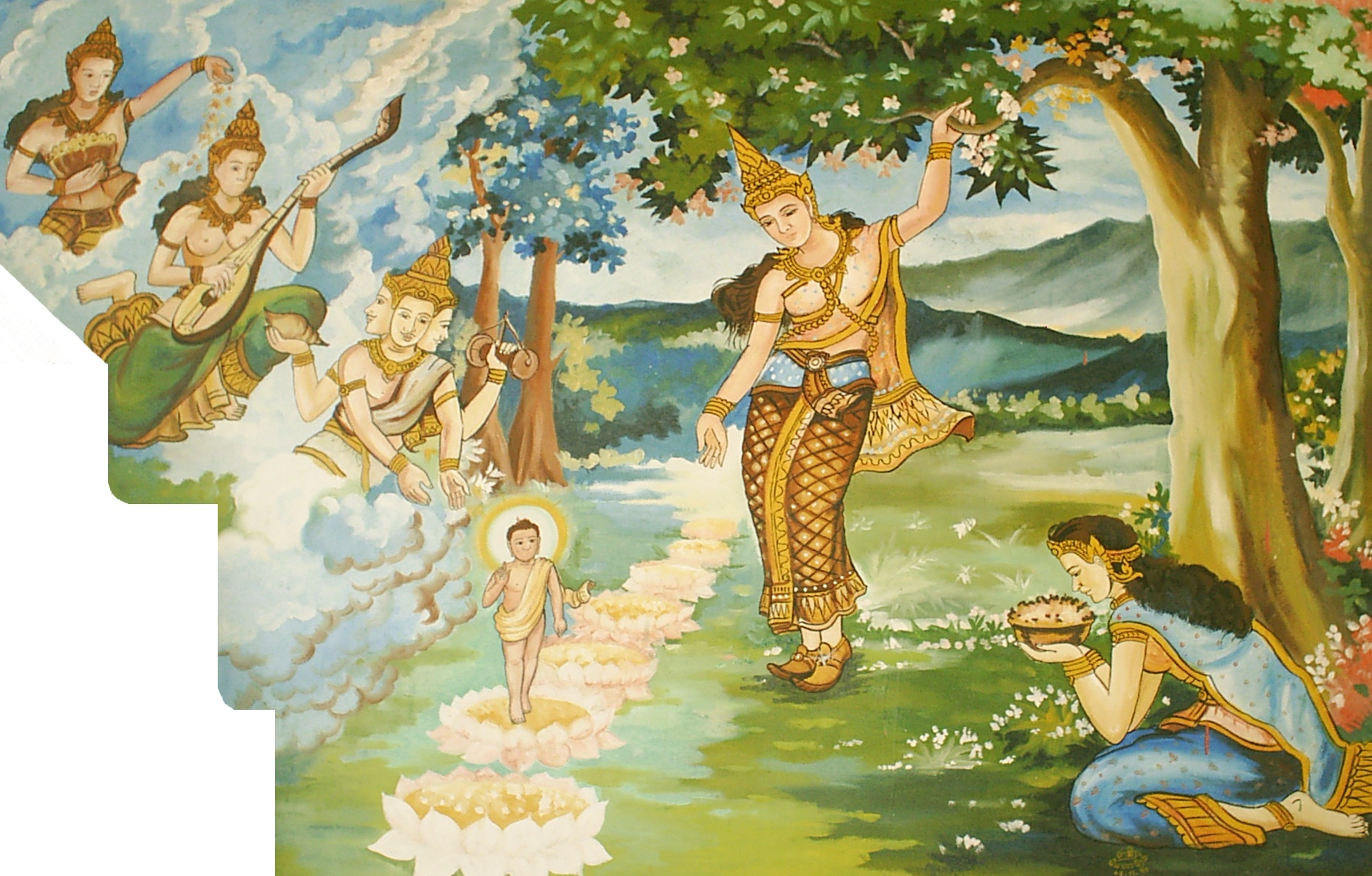
La regina Māyā che dà alla luce il Buddha.

La tradizione buddhista afferma che la Regina Maya, mentre era in viaggio verso il regno di suo nonno, diede alla luce Gautama Buddha afferrandosi al ramo di un albero di sal o di asoka in un giardino di Lumbini, nel Nepal meridionale.
Sempre secondo la tradizione buddhista, il Buddha era disteso tra un paio di alberi di sal quando morì:
Si dice anche che il sal fosse l'albero sotto il quale Koṇḍañña e Vessabhū, rispettivamente il 5º e il 23º buddha precedenti a Gautama Buddha, raggiunsero l'illuminazione.
Nel buddhismo, la breve fioritura dell'albero di sal è usata come simbolo dell'impermanenza e del rapido passaggio della gloria, particolarmente come analogo del detto occidentale Sic transit gloria mundi. Nel buddhismo giapponese, questo concetto è meglio conosciuto attraverso il verso di apertura dell'Heike monogatari – un racconto dell'ascesa e della caduta di un clan un tempo potente – la cui seconda metà recita: "il colore dei fiori di sāla rivela la verità che i prosperi devono decadere." (沙羅雙樹の花の色、盛者必衰の理を顯す?, Jōshahissui no kotowari wo arawasu),, citando l'ideogramma di quattro caratteri  (盛者必衰?, jōsha hissui) da un brano nel Sutra dei Re Umani: "I prosperi inevitabilmente decadono, i pieni inevitabilmente si svuotano" (盛者必衰、実者必虚?, jōsha hissui, jissha hikkyo?).
Nello Sri Lanka, la gente pensava erroneamente che la Couroupita guianensis fosse l'albero di sal della dottrina buddhista.

## Usi
Il sal è un delle più importanti fonti di legname in India, con un legno duro a grana grossa che è di colore chiaro appena tagliato, ma diventa marrone scuro con l'esposizione all'aria. Il legno è resinoso e resistente ed è ricercato come materiale da costruzione, benché non adatto alla piallatura e alla lucidatura. È invece particolarmente idoneo per la costruzione di telai per porte e finestre.
Le foglie essiccate di sal sono un'importante materia prima per la produzione di piatti (chiamati patravali) e di ciotole di foglie nell'India settentrionale e orientale. Le foglie si usano anche fresche per servire paan (preparazioni con noci di betel) appena fatti e piccoli spuntini come fagioli neri, bolliti, golgappa, ecc. Le foglie/stoviglie usate sono mangiate prontamente dalle capre e dal bestiame che vaga liberamente per le strade. L'albero ha perciò ridotto sensibilmente nell'India settentrionale il consumo di piatti di polistirolo e di plastica che avrebbero causato un pesante impatto sull'ambiente in un paese che in molte regioni ha ancora condizioni igieniche precarie. Nell'India meridionale, si usano invece le foglie di platano e di banana. Nel Nepal, le foglie di sal sono usate per fare piatti e recipienti locali chiamati "tapari", "doona" e "bogata" nei quali si serve il riso con il curry. Tuttavia, l'uso di tali utensili "naturali" è fortemente diminuito durante l'ultimo decennio.
La resina dell'albero di sal (ṛla in sanscrito) si usa come astringente nella medicina ayurvedica. Essa è anche bruciata come incenso nelle cerimonie induiste.
I semi e il frutto della Shorea robusta sono una fonte di olio lampante e di grassi vegetali. Dai semi inoltre si estrae un olio che, una volta raffinato, viene utilizzato nella cottura degli alimenti.

## Galleria d'immagini

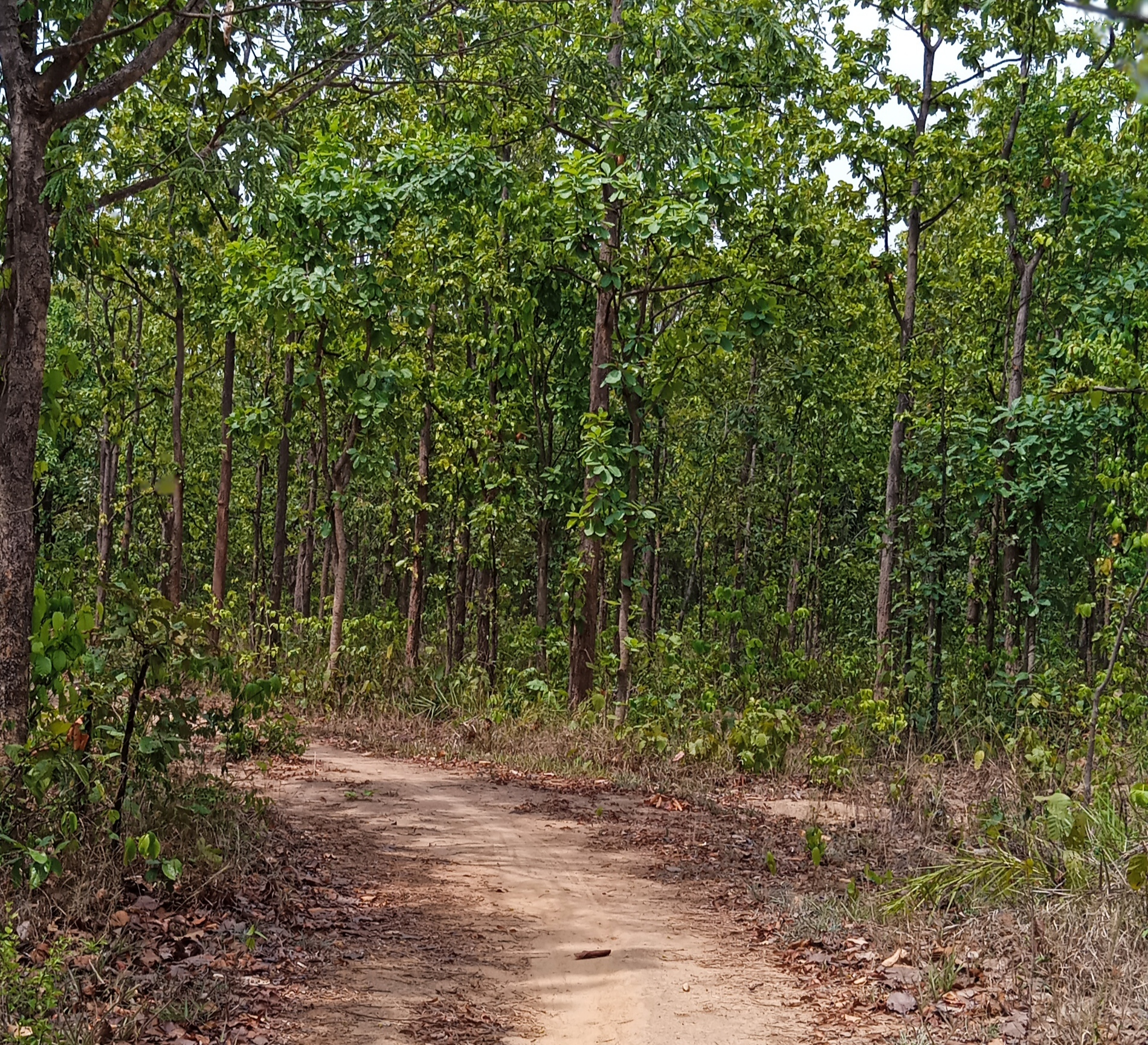
Foreste di Sal nel Bengala occidentale, in India
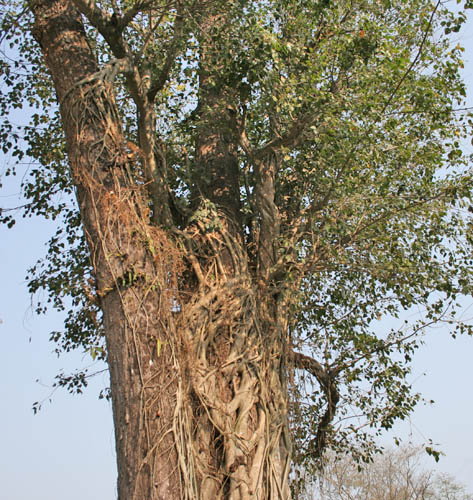
Tronco di sal soffocato da un albero di fico a Jayanti.
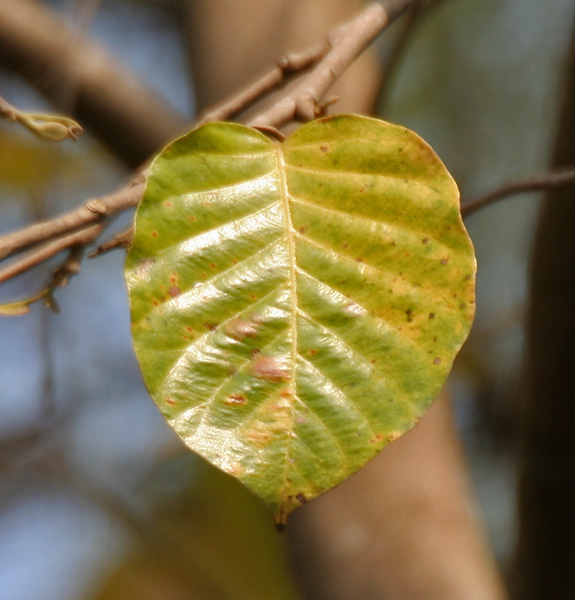
Foglia di sal ingiallita a Jayanti.
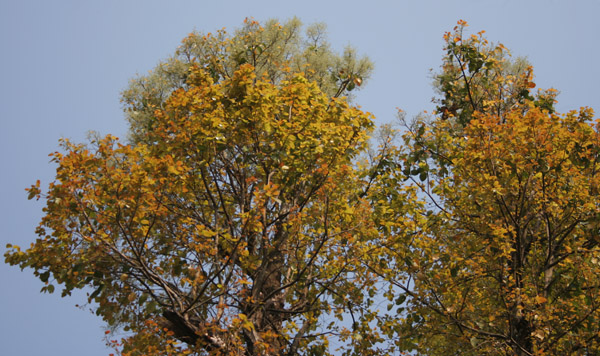
Volta in fiore a Jayanti.
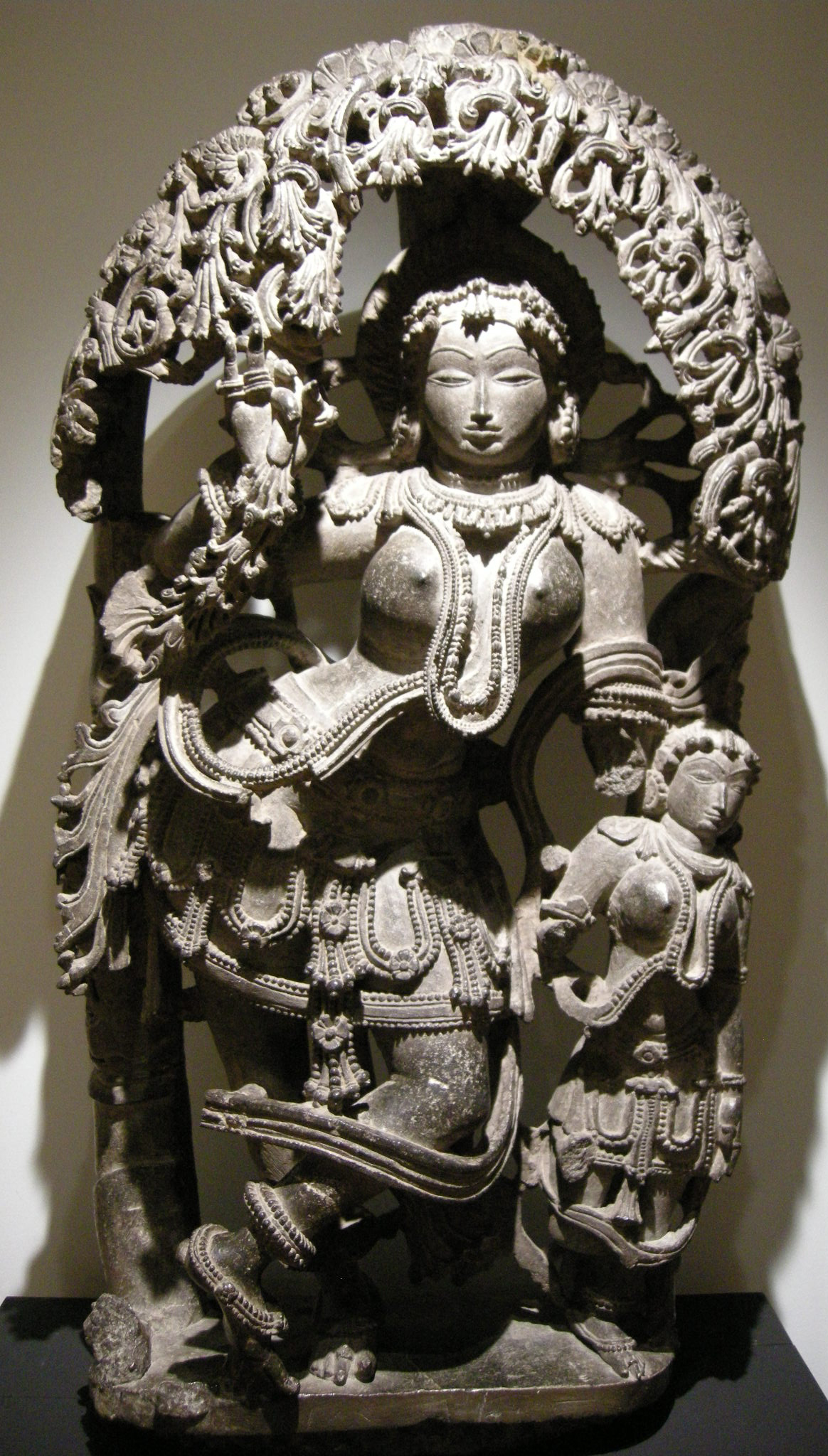
Salabhanjika o "fanciulla dell'albero di sal", scultura Hoysala, Belur, Karnataka.